# Ах (Хегау)
Ах (нем. Aach) — город в Германии, в земле Баден-Вюртемберг, недалеко от границы со Швейцарией. Расположен в регионе Хегау.
Подчинён административному округу Фрайбург. Входит в состав района Констанц. Население составляет 2321 человек (на 30 июня 2020 года). Занимает площадь 10,69 км². Официальный код — 08 3 35 001.

## История

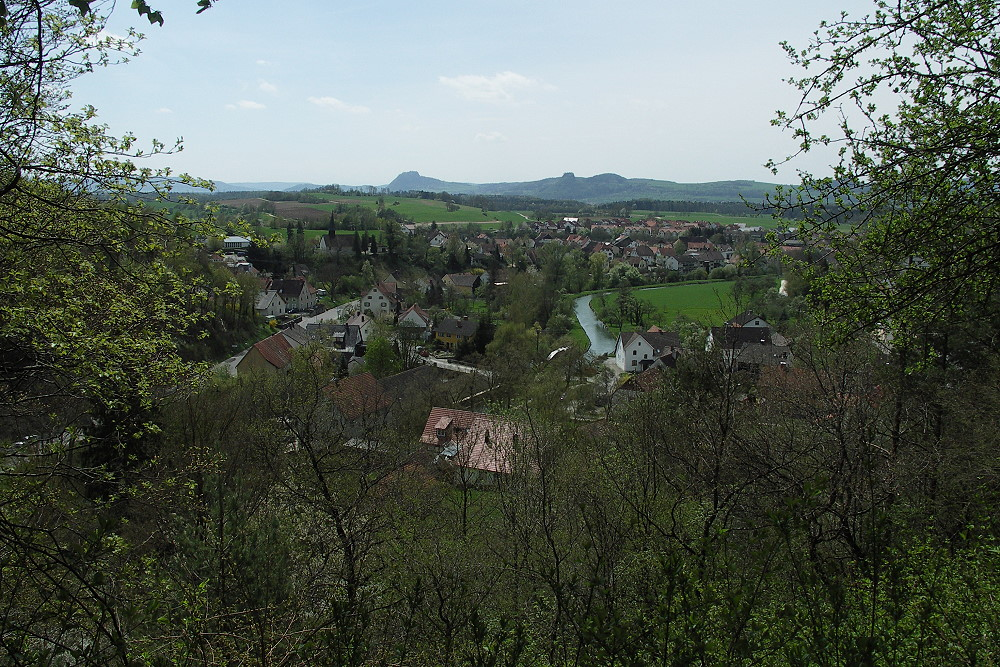
Город Ах. Фото с подъёма к Старой башне

Впервые документально упоминается в 1100 г. Статус города был предоставлен Рудольфом I в 1283 году. Город принадлежал Габсбургам и входил в состав Передней Австрии. В 1525 году, во время Крестьянской войны, город был занят восставшими. В 1805 году, после очередного поражения Австрии от Франции, присоединён к Бадену.

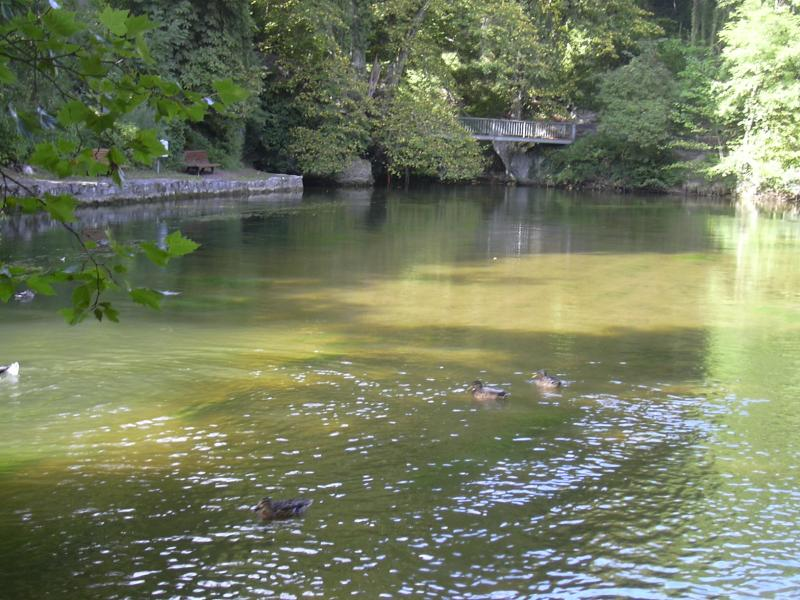
Ах (Хегау)

## География

### Географическое положение
Город Ах расположен в Хегау, в регионе вулканического происхождения между Боденским озером и швейцарским кантоном Шаффхаузен. На севере Швабский Альб соединяется с Дунаем. Немного дальше на востоке расположены озера Юберлинген и Зеллер. От границы Швейцарии город отделяют 14 км.

### Соседние общины
Город граничит на севере Айгельтингеном, на востоке Орзинген-Ненцингеном, на юге Фолькертсхаузеном и на западе Мюльхаузен-Эхингеном.

### Использование земли
Таблица использования земли на конец декабря 2010 года:
| Использование земли   | 1988   | 2000   | 2010   |
| --------------------- | ------ | ------ | ------ |
| Сельское хозяйство    | 50,7 % | 47,9 % | 42,6 % |
| Леса                  | 40,4 % | 40,7 % | 41,8 % |
| Поселения и транспорт | 7,9 %  | 10,6 % | 13,3 % |
| Водная поверхность    | 0,7 %  | 0,6 %  | 1,1 %  |
| Другие                | 0,3 %  | 0,2 %  | 1,2 %  |

## Население
В городе Ах живёт 2321 человек (на 2020 год). Покащатель прироста населения был значительным в период 1987—2005 годов, население в этот период увеличилось до 61 % или 2,7 % в год. Население города достигло исторического пика 2230 жителей в 2005 году; после стала постепенно снижаться. Доля иностранцев в городе снизилось с 11,5 % до 8,8 %.
Население:
Доля иностранцев:

## Политика

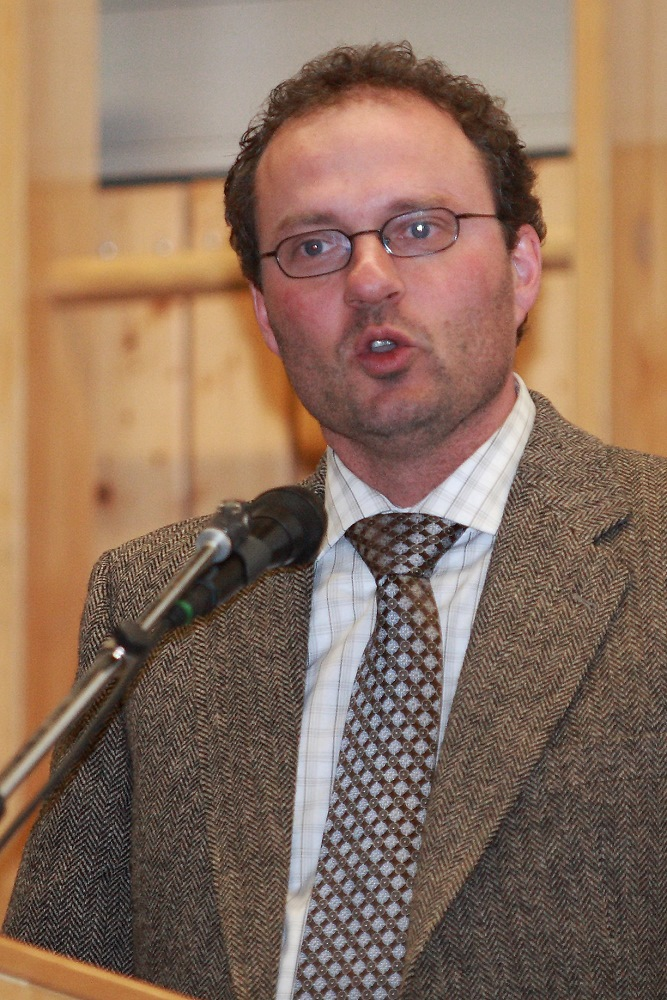
Бургомистр города Ах-Граф Северин

Город входит в состав избирательного совета общины Мюльхаузен-Эхинген.

### Бургомистр
Бургомистр города Ах — штатный служащий, избирающийся на срок. В 2001 году начался первый срок полномочий Северина Графа, а в 2009 году переизбрался на второй срок.

### Муниципалитет
Итоги коммунальных выборов 2009 года:
| Партии | Голоса | +/−    | Места | +/−  |
| СИЗБВ  | 42,3 % | (+3,6) | 5     | (+1) |
| СДПГ   | 24,5 % | (−4,0) | 2     | (−1) |
| ХДСГ   | 23,9 % | (−9,0) | 2     | (−1) |
| СДП    | 9,3 %  | (+9,3) | 1     | (+1) |

Участие в выборах принимали 52 % населения. По сравнению выборов 2004 года население участвовавших в выборах выросла на 2,4 %.

### Герб и флаг

Герб города Ах

Геральдика: «В красном цвете двойной манкируемый золотой лев с тремя распределёнными между когтями шестилучевыми светящими серебряными звёздами.»

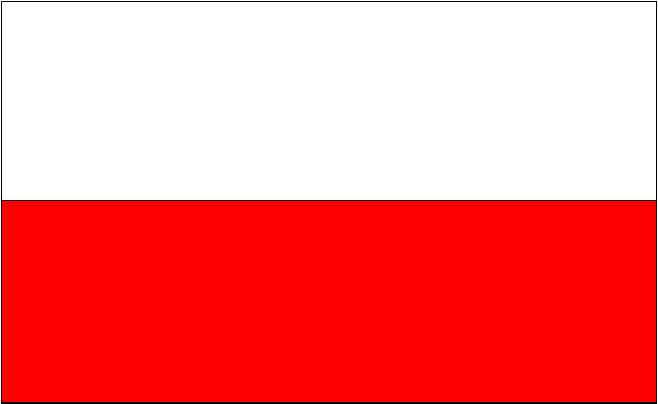
Флаг города Ах

Флаг города Ах-бело-красный.

## Достопримечательности

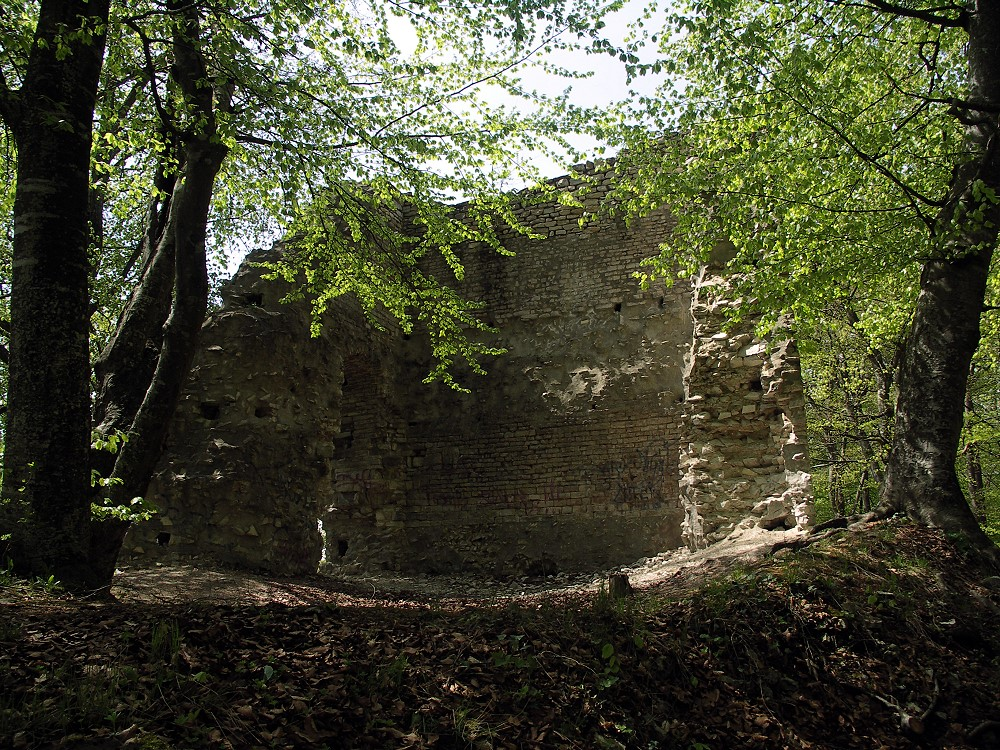
Старая башня города Ах

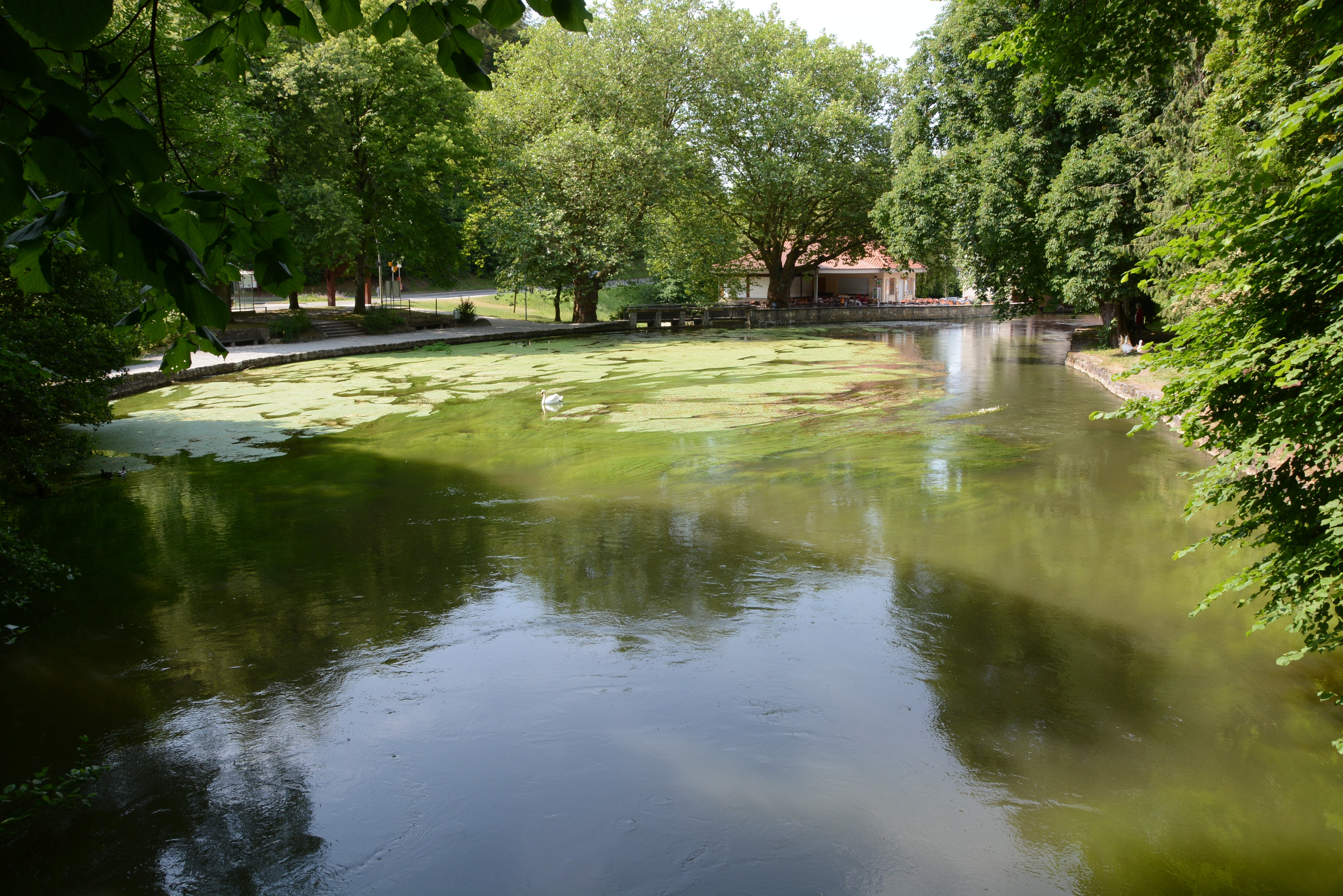
Родник Ахтоф

### Сооружения
- Старая ратуша города Ах расположенный на улице Штадтштрассе,38.
- Руины старой башни города Ах, который является остатком замка XI века.

### Природные памятники
На территории города находится Ахтоф — самый крупный родник в Германии. Ахтоф-родник, впадающий в озеро Радольфселлер Ах. Она питается водой реки Дунай, которая направляется на север примерно в 12 км от родника города Ах и недалеко от городов Иммендинген и Фридинген-на-Дунае. Здесь Дунай впитывает карст, после чего выпускает 8300 л/с воды (минимум 1.300 л/с, максимум 24100 л/с).